# 馬場敬治
馬場 敬治（ばば けいじ、1897年（明治30年）3月22日 - 1961年（昭和36年）8月10日）は、日本の昭和期の経営学者である。 東京大学名誉教授、千葉工業大学元学長。大正15年7月10日の日本経営学会創立会議に臨席する。人間関係論にもとづく経営学理論をとなえ、組織論の基礎を確立した。

## 経歴
- 1897年（明治30年） - 大阪府東大阪市若江生まれ。
- 1920年（大正9年） - 東京帝国大学工学部電気工学科卒業
- 1923年（大正12年） - 東京帝国大学経済学部卒業
- 1925年（大正14年） - 東京帝国大学経済学部助教授に就任
- 1931年（昭和6年） - 東京帝国経済学部教授に就任
- 1957年（昭和32年） - 東京大学を定年退官。東京大学名誉教授に就任
  - 後に千葉工業大学学長などを歴任
- 1961年（昭和36年） - 東京都で死去

## 人物
- 休講絶無、40度の高熱もドテラで講義、退席する学生を大声でどなる、など明治かたぎの最後の東大教授と言われた。

## 主な著書
- 『産業経営の職能と其の分化』 大鐙閣 1926年
- 『経営学方法論』 日本評論社 1931年
- 『経営学研究』 森山書店 1932年
- 『経営学と人間組織の問題』 有斐閣 1954年